# Tendoy
Tendoy (1834-1907) va ser un cap tribal dels lemhi xoixons, un poble amerindi, que es va oposar a la cessió de terres als blancs mitjançant el tractat de Fort Bridger (1868). Va lluitar per evitar la creació de la reserva Lemhi, la qual es va establir finalment el 1875. El 1905 va rebutjar traslladar-se a la Reserva índia Fort Hall amb els bannock, però al morir, la seva tribu va ser traslladada a la força.